# Facts (canción de Tom MacDonald y Ben Shapiro)
«Facts» es una canción del rapero canadiense Tom MacDonald y el comentarista político estadounidense Ben Shapiro. Se lanzó de forma independiente el 26 de enero de 2024 y marcó la primera aparición musical de Shapiro. Es una canción trap con letras que denuncian varios temas relacionados con la guerra cultural, incluidos los pronombres de género, el control de armas y el movimiento Black Lives Matter. El vídeo musical de la canción, que se lanzó junto con la canción, presenta a MacDonald y Shapiro con sudaderas con capucha.
La canción alcanzó el número uno en la lista de ventas de iTunes de EE. UU. Luego, la canción debutó en el número 16 en el Billboard Hot 100, lo que la convierte en la primera y única aparición de Shapiro en la lista y la entrada más alta de MacDonald en la lista. Fue criticada negativamente por los críticos profesionales, particularmente por el verso de Shapiro en la canción y también por lo que consideraron como provocación a la ira y la hipocresía de Shapiro por aparecer en una canción de rap después de haber declarado previamente que la música rap no era música real. Críticos de Exclaim! y The Mary Sue la describieron como la peor canción de todos los tiempos. La canción fue respaldada por la también rapera Nicki Minaj, quien se menciona en el verso de Shapiro, en Twitter; ella recibió críticas negativas tanto de fanáticos como de críticos por su asociación con Shapiro.

## Antecedentes

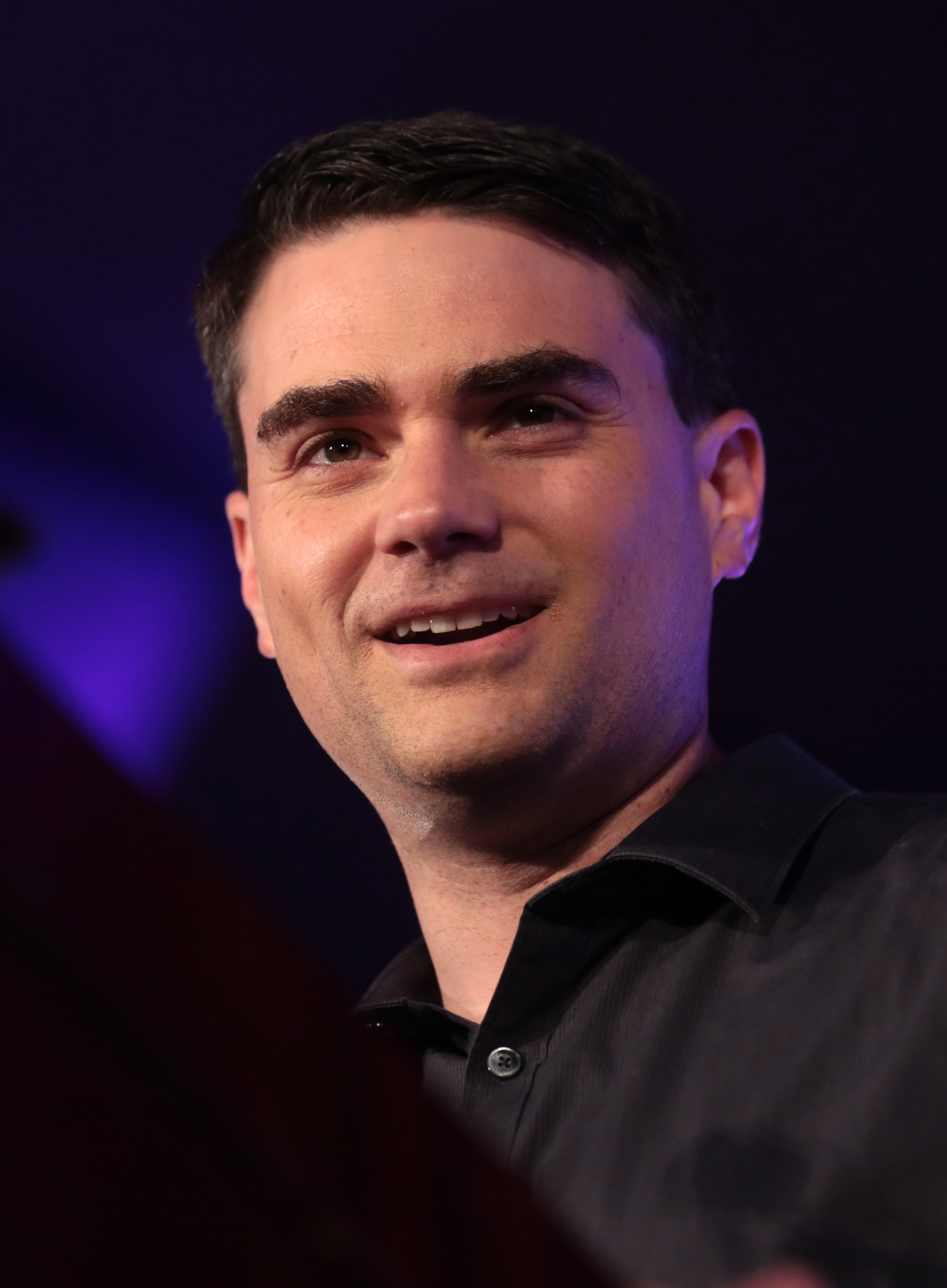
«Facts» marcó el debut musical del comentarista político conservador Ben Shapiro.

Antes de lanzar «Facts», Tom MacDonald irrumpió en la escena con su canción «Dear Rappers» en 2017 y se hizo conocido por sus canciones que contienen creencias conservadoras. Ben Shapiro fundó el sitio web de noticias conservador The Daily Wire en 2015 y se hizo conocido por compartir sus opiniones políticas. Antes de aparecer en «Facts», había criticado públicamente con frecuencia la música rap por no ser arte, incluso en un tuit viral publicado en 2012, y una vez declaró en una entrevista de 2019 con el rapero Zuby que «en realidad no era una forma de música». Después de la entrevista, Shapiro se retractó de esta afirmación en un discurso en la Universidad de Boston, afirmando que Zuby lo había convencido de que «el rap es una forma de música», pero que no seguía interesado en el género.
Un video de él leyendo una versión censurada de la letra de la canción «WAP» de Cardi B en un tono inexpresivo en 2020 en su podcast Daily Wire, The Ben Shapiro Show, se volvió viral en línea poco después de su lanzamiento. «Facts» se publicó el 26 de enero de 2024.

## Composición y letra
«Facts» es una canción trap,descrita por la crítica como «MAGA rap». Su título es una referencia al eslogan de Shapiro, «facts don't care about your feelings» («a los hechos no les importan tus sentimientos»). En él, MacDonald rapea desde una perspectiva conservadora, «anti-woke», criticando los pronombres de género, la comunidad LGBT, el control de armas, el derecho al aborto, género, los oponentes del orgullo blanco, el lema «defund the police» («desfinanciar a la policía») y el movimiento Black Lives Matter.
En sus versos, Shapiro rapea sobre «woke Karens» en sus secciones de comentarios, la rapera Lizzo, su kipá y su video viral «WAP», y afirma que los oyentes de rap desperdician su dinero en estríperes y terminarán en la cárcel». Termina su verso diciendo que «simplemente hizo esto por diversión», diciéndole a la también rapera Nicki Minaj que «tome notas» y hace un llamado a la acción para que los oyentes descarguen la canción y consigan que MacDonald y Shapiro ocupen el puesto número uno en las listas de Billboard. En el coro de la canción, MacDonald rapea: «I don't care if I offend you/I ask myself 'What would Ben do?"» («No me importa si te ofendo/me pregunto '¿Qué haría Ben?'»). MacDonald declaró que la canción «fomenta un alto nivel moral» y pretendía ser «un trol legendario en la industria de la música».

## Video musical
En el video musical de la canción, MacDonald usa grills, trenzas y una sudadera con capucha que dice «I Don't Care If I Offend You» («No me importa si te ofendo»). Shapiro también aparece con una sudadera con capucha gris, que dice «facts don't care about your feelings» («a los hechos no les importan tus sentimientos») en letras rojas, y en varias pantallas de televisión, que P. J. Grisar de The Forward comparó con una escena de la película de 1999 The Matrix. A los cinco días del lanzamiento del vídeo musical, recibió más de nueve millones de visitas en YouTube. Tanto MacDonald como Shapiro alegaron en su primera semana de lanzamiento que YouTube estaba suprimiendo el video debido a que no figuraba como la canción número uno en tendencia en la plataforma. A pesar de recibir más vistas y comentarios, se ubicó detrás de los videos de «Hiss» de Megan Thee Stallion y «Big Foot» de Nicki Minaj en la lista.

## Desempeño comercial
Tras su lanzamiento, «Facts» alcanzó el número uno en la lista de ventas de iTunes en EE. UU.. «Facts» debutó en el Billboard Hot 100 en el número 16, lo que le dio a Shapiro su primera y única aparición en la lista y a MacDonald su cuarta y más alta entrada, luego de sus canciones de 2021 «Brainwashed», «Fake Woke» y «Snowflakes». La canción recibió 5,6 millones de reproducciones y vendió 96 000 descargas en su primera semana en la lista, lo que la sitúa en la segunda mayor suma de ventas de 2024 en el momento de su lanzamiento, después de «Hiss» de Megan Thee Stallion. «Facts» también debutó en el número ocho en la lista Hot R&B/Hip-Hop Songs de Billboard y en el número seis en su lista Hot Rap Songs.

## Recepción

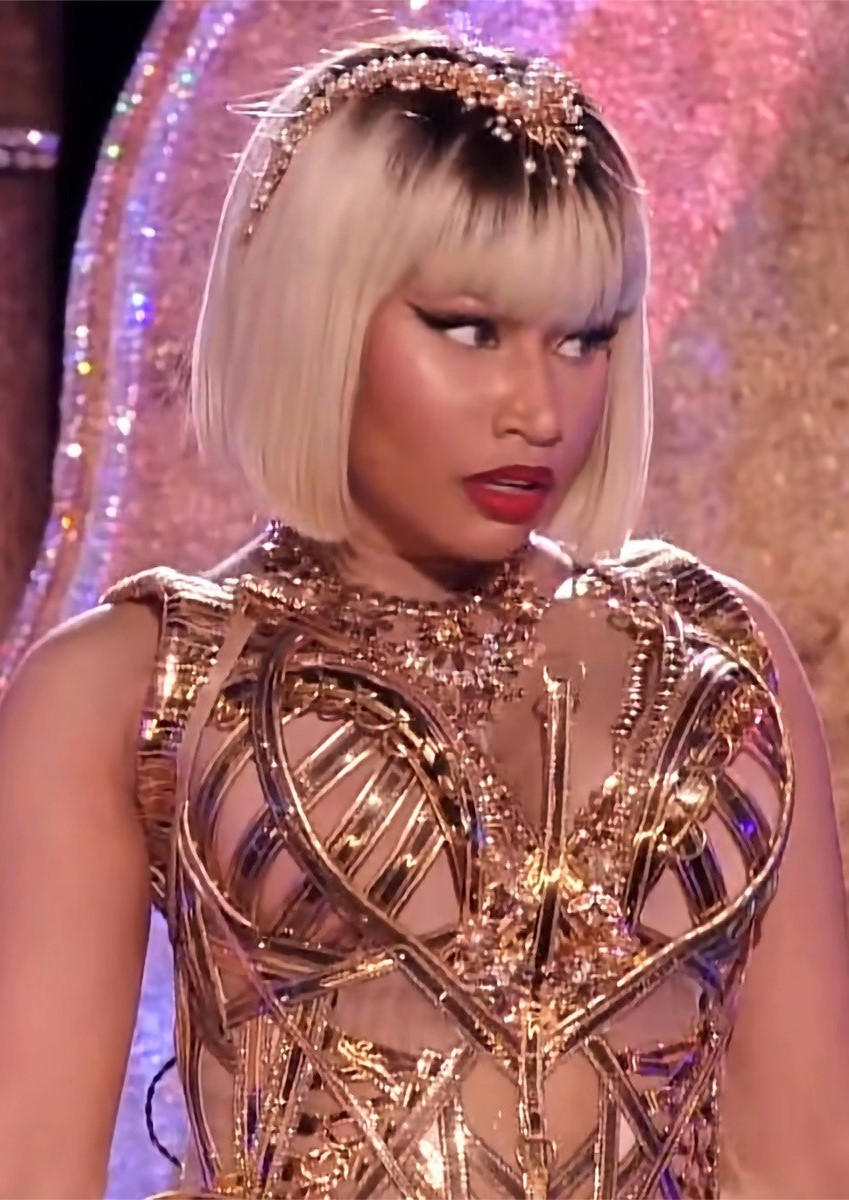
Shapiro fue felicitado en Twitter por la rapera Nicki Minaj, a quien Shapiro menciona en la canción, por alcanzar la cima de la lista de ventas de iTunes en Estados Unidos.

Minaj tuiteó sus felicitaciones a Shapiro por la canción que alcanzó el número uno en la lista de ventas de iTunes en EE. UU., calificándola de «nada mal» y opinó que tenía similitudes instrumentales con su sencillo de 2010 «Roman's Revenge». Tras su respaldo a la canción, sus fanes, conocidos colectivamente como Barbz, la criticaron por su asociación con Shapiro. Mientras estaba involucrada en una disputa con Megan Thee Stallion por su canción «Hiss», Minaj lanzó su canción «Big Foot» a fines de enero de 2024 y pronto tuiteó: «Espera hasta que 'despierten' y escuchen lo que dice Ben Shapiro en # Facts». Grant St. Clair supuso que la asociación de Minaj con Shapiro era un «parentesco criticado» debido a la recepción crítica negativa hacia «Big Foot» y «Facts».
Para The Daily Beast, Justin Baragona criticó la canción como «simplemente otro ejercicio perezoso para excitar a los conservadores que se entretienen fácilmente mientras supuestamente enfurece a los liberales 'copo de nieve'» en el que «Shapiro recita torpemente un montón de letras de trolls con el único propósito de crear un clip viral» y MacDonald presenta «temas de conversación trillados sobre la guerra cultural de derecha». Alex Hudson de Exclaim! la llamó la «peor canción de todos los tiempos» y «una autoparodia de tres minutos que recorre rápidamente cada tema de conversación con el que los dogmáticos anti-woke están extrañamente obsesionados», y también la calificó de «espantosa», «terrible» y «deprimentemente predecible» y afirmando que Shapiro se había «hundido en nuevas y deprimentes profundidades de nerd» al aparecer en la canción. Rachel Ulatowski de The Mary Sue, un blog de entretenimiento feminista, la llamó de manera similar «la peor canción de la historia» y «una canción horrible que arroja toneladas de retórica racista y transfóbica y afirma que son 'hechos'» que también tienen «letras odiosas, autoglorificantes, ilusorias y narcisistas». Además, describió a Shapiro como «un hombre sin talento y demasiado confiado que finge saber rapear» y «un tonto hipócrita» y comparó su aparición en el vídeo musical de la canción con «un niño de 11 años que piensa que ponerse la sudadera con capucha lo hace duro y cool».
Grant St. Clair de Boing Boing opinó que «Facts» es «una mala canción ... no hace falta decirlo» y que fue «aparentemente diseñado para causar indignación» debido a que el «'arte' de derecha» no tiene «nada más que indignación en qué basarse». St. Clair también escribió: «Shapiro ha dicho que la música rap no es música, y tendría que estar de acuerdo con él en lo que respecta a esta canción». Candace McDuffie de The Root escribió que «Facts» era «mucho, mucho peor de lo que crees», y agregó que MacDonald y Shapiro estaban «cooptando una forma de arte negra para menospreciar a los negros» y que los versos de MacDonald y Shapiro incluían «retórica supremacista blanca». También lo llamó «más que hipócrita» por «emplear el mismo arte que él decía odiar con fines de lucro» y criticó a Minaj por su asociación con Shapiro como «repugnante» e «ido muy lejos, incluso para los estándares de Barbz».
Para HotNewHipHop, Alexander Cole escribió que el verso de Shapiro «tiene que ser uno de los peores versos jamás grabados» en el que «suena como una versión AI de sí mismo», y también describe su flujo como «Epic Rap Battles of History-core». Para Mediaite, Jennifer Bowers Bahney calificó el vídeo musical de la canción como «la cosa más vergonzosa que jamás hayas visto» y escribió que la letra de la canción «recita una serie de temas candentes de la guerra cultural». P. J. Grisar de The Forward escribió:  «La canción no registra la ironía de que transmite lo que cree que es una actitud subversiva y que al diablo le importa escandalizar las piedades izquierdistas a través de un medio, el rap, que históricamente ha ofendido a casi todos en algún momento u otro». Kelly McClure de Salon escribió que Shapiro rapeó «en lo que probablemente cree que es lo mejor que puede». Herb Scribner y Anne Branigin de The Washington Post escribieron que la letra «parece recordar temas de conversación que surgen con frecuencia de personas influyentes y medios de comunicación de extrema derecha» y compararon el éxito de la canción con el de «Try That in a Small Town» de Jason Aldean y «Rich Men North of Richmond» de Oliver Anthony, los cuales tuvieron éxito comercial debido a su popularidad entre los fanáticos de la música conservadora.